# The Little Mermaid: Ariel's Undersea Adventure
The Little Mermaid: Ariel's Undersea Adventure est un parcours scénique basé sur le film La Petite Sirène, situé dans la zone Paradise Pier du parc Disney California Adventure. Il a été inauguré à Disney California Adventure le 3 juin 2011. Une deuxième version a ouvert au Magic Kingdom le 6 décembre 2012.

## Le concept
Un projet de parcours scénique sur le thème de La Petite Sirène avait été imaginé pour Disneyland Paris, Magic Kingdom au milieu des années 1990 et même pour les parcs Hong Kong Disneyland et Tokyo DisneySea après. L'idée a finalement été abandonnée et mise de côté mais on retrouve dans l'édition Platinum du DVD de La Petite Sirène sorti en 2006 quelques images de ces projets.
L'attraction a été retravaillée et reprend les principales scènes du film. Les véhicules de type omnimovers (comme dans l'attraction The Haunted Mansion (Phantom Manor à Disneyland Paris) ou encore de Buzz Lightyear's Astro Blasters) ont la forme de gros coquillages. Les musiques de l'attraction ont été arrangées par Danny Troob d'après les chansons originales d'Alan Menken et Howard Ashman, qui ont travaillé ensemble sur la bande originale du film en 1989. Il a également écrit un medley d'orchestre pour la zone de chargement, plusieurs séquences transitoires et également un nouvel arrangement pour la scène finale. Certains enregistrements vocaux utilisés proviennent du film original dont les voix de Jodi Benson (Ariel) et de Pat Carroll (Ursula). Cependant on peut aussi compter de nouveaux enregistrements pour les personnages de Sébastien (Phillip Lawrence), Eurêka (Chris Edgerly)et de Flotsam et Jetsam (Corey Burton).

## Les différentes attractions

### Disney California Adventure

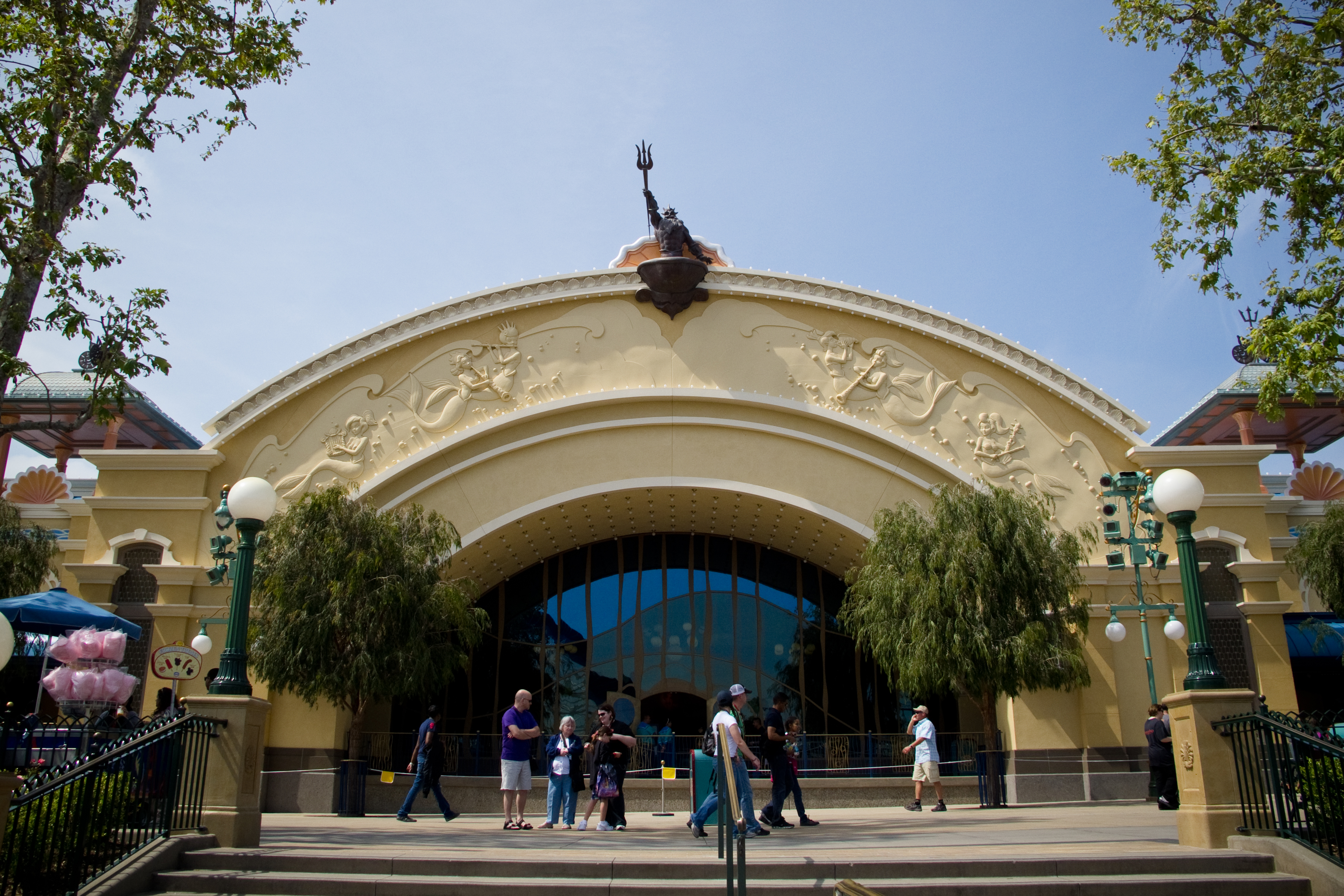
Façade principale de l'attraction.

Une version différente a été retravaillée et inaugurée le 3 juin 2011 à Disney California Adventure. L'attraction a pris place dans l'ancien théâtre où était diffusé le film Golden Dreams. Le bâtiment abritant l'attraction a conservé la façade du Palais des Beaux-Arts à San Francisco a été redécoré notamment avec l'ajout d'une statue du Roi Triton au-dessus ainsi que des six sœurs d'Ariel (pourtant non présentes dans l'attraction). Les équipes de décorations se sont également inspiré de l'architecture des parcs d'attractions des années 1920 comme Ocean Park, en Californie. 
- Ouverture : 3 juin 2011[4]
- Conception : Walt Disney Imagineering
- Capacité des véhicules : 2 personnes par omnimover
- Durée : 6 min 30
- Pays : Paradise Pier
- Type d'attraction : Parcours scénique
- Situation : 33° 48′ 23″ N, 117° 55′ 16″ O
- Attraction précédente :
  - Golden Dreams : 2001-2008

### Magic Kingdom

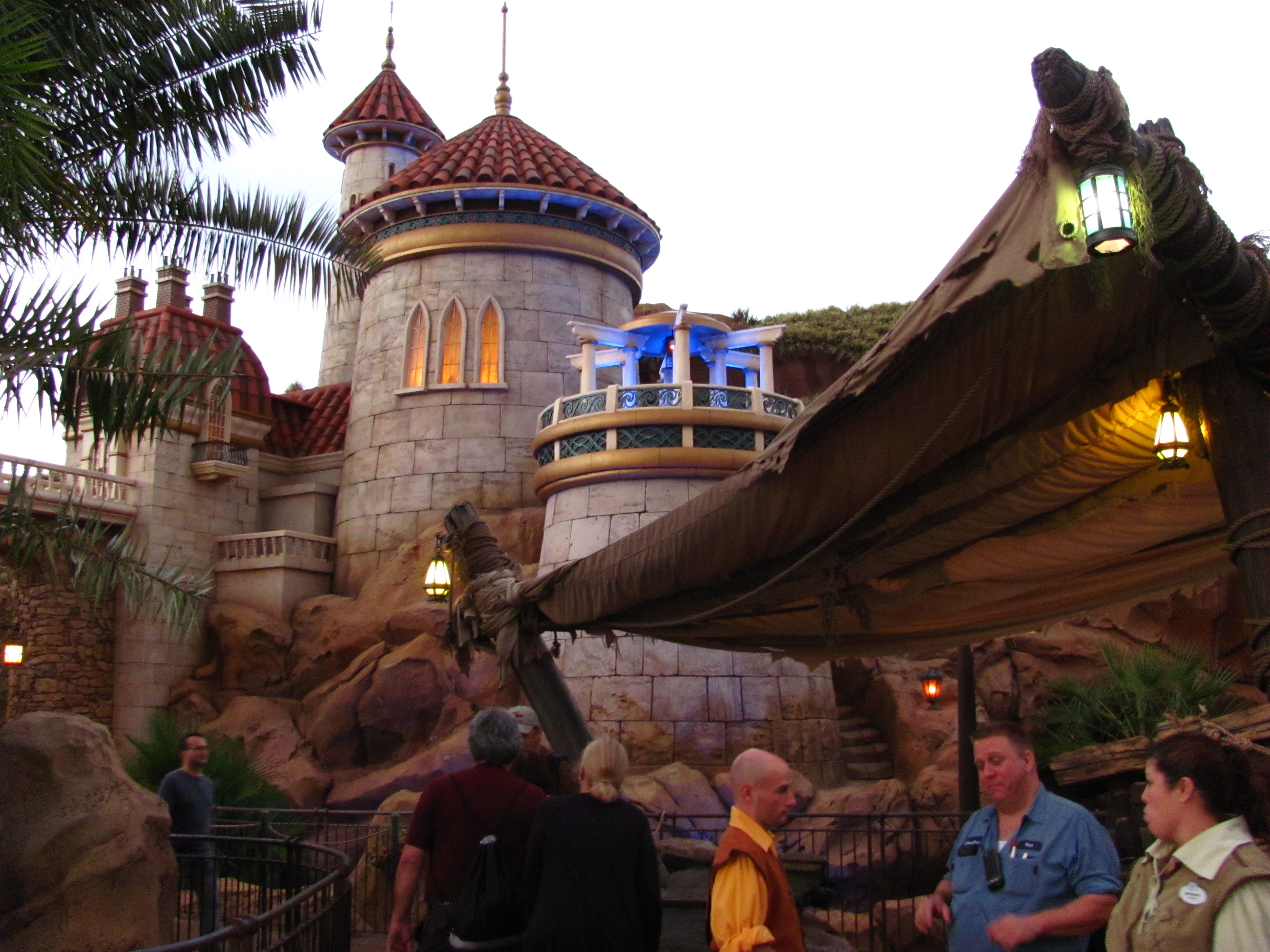
Façade de l'attraction.

En septembre 2009, les responsables de Disney annoncèrent la démolition de la zone Mickey's Toontown, pour permettre une extension du parc. Les montagnes russes Barnstormer sont conservées mais ont reçu un nouveau thème.
Le bâtiment de la version floridienne est une reconstitution du château du Prince Éric.
- Ouverture : 6 décembre 2012[6]
- Conception : Walt Disney Imagineering
- Capacité des véhicules : 2 personnes par omnimover
- Durée :
- Pays : Fantasyland
- Type d'attraction : Parcours scénique
- Situation : 28° 25′ 16″ N, 81° 34′ 49″ O

La file d'attente de l'attraction comporte un espace interactif dans lequel des crabes déplacent des objets ou interagissent avec les visiteurs devenus acteurs.

### Le Trajet
Bien que comme nous l'avons vu précédemment les deux versions ont des extérieurs très différents ainsi qu'une fresque à l'embarquement non ressemblantes, l'attraction reste finalement identique pour les deux parcs.
Les visiteurs montent dans des véhicules omnimover en forme de coquilles colorées avant d'entrer par une brèche de la coque brisée de l'épave du navire du prince Eric. A l'intérieur, Eurêka tente maladroitement de nous raconter l'histoire d'Ariel. Nos coquilles tournent alors vers l'arrière comme nous commençons à plonger sous l'océan (à la pente descendue par les véhicules s'ajoutent des projections et des jets d'air froid pour accentuer l'effet de plongée sous-marine). Comme ils continuent leur descente, nos coquilles voyagent à travers les coraux algueux (à Disney California Adventure, on peut aussi voir dans cette scène des palourdes, des poissons, des hippocampes et des étoiles de mer qui furent ajoutés lors de rénovations en 2014.) Ariel et Polochon peuvent être vu brièvement par une fente d'un récif au dessus de nos têtes.
Nous entrons alors dans la grotte d'Ariel, la petite sirène est en train de chanter Partir là-bas (Part of your World en version originale) entourée de sa collection de trésors du monde humain. Polochon flotte à côté d'elle tandis que Sébastien apparaît parfois parmi le bric-à-brac. Nous sortons de la grotte tandis que le crabe-maestro rappelle à Ariel la chance de vivre sous l'océan, le palais du roi Triton peut être vu au loin (présent dès l'ouverture en Floride, ajouté en 2014 pour la Californie), et nous arrivons dans un grand jardin sous-marin où Sébastien dirige un orchestre rempli de diverses créatures marines pour Ariel et Polochon, il s'agit de la plus grande section de l'attraction, son axe principal "Sous l'Océan" (Under the Sea). En 2014, la scène reçut un éclairage plus sombre adapté aux nouvelles peintures fluorescentes utilisées et Ariel reçut aussi une nouvelle coiffure dans cette scène.
La fête s'évanouit dans les ténèbres comme nous tombons sur Flotsam et Jetsam, les murènes de compagnie d'Ursula, à l'entrée de l'antre de la sorcière de la mer. Nos coquilles passent dans la bouche du squelette d'une énorme bête et nous rencontrons Ursula chantant Pauvres Âmes en Perdition (Poor Unfortunate Souls) debout devant sa boule de cristal et entourée de sa collection d'âmes capturées. Nous changeons de partie de la grotte pour voir Ariel enveloppée dans un tourbillon de lumière dorée en train de recevoir des jambes après avoir cédé sa voix. (Cette séquence avec la première apparition d'Ariel était d'abord en CGI, mais avec les modifications faites en 2014, elles sont désormais animées en 2D traditionnelle comme pour le film de 1989).
Les coquilles remontent alors à la surface entourés de bulles projetées jusqu'au rivage d'un lagon. Sébastien y chante Embrasse-la (Kiss the girl), tandis que Eric et Ariel sont assis ensemble dans une barque, se penchant timidement pour s'embrasser avant de reculer d'un air penaud. Après avoir quitté le lagon, nous passons devant une porte du château du prince Eric, où on peut voir des silhouettes d'Ariel et Eric enfin s'embrasser pour de bon. Du cou d'Ariel jaillit un orbe doré, symbolisant le retour de sa voix, encerclant le couple pour former un cœur lors de leur baiser. Au loin, la silhouette d'une Ursula géante vaincue toute fumante est visible à l'horizon.
Les coquilles nous emmènent alors à la scène finale de l'attraction, où le roi Triton, Sébastien, Polochon, et plusieurs autres créatures marines célèbrent le mariage d'Ariel et Eric. Du haut d'un balcon du palais l'heureux couple les saluent tandis qu'à lieu un feu d'artifice au loin. Eurêka tente alors de conclure son histoire tandis que nous arrivons à la zone de déchargement.